# Иља до Сул
Иља до Сул (порт. Ilha do Sul) је острвце и најисточнија тачка Јужне Америке и Бразила. Налази се на 20°31′ јгш 28°51′ згд.

## Географија
Острвце се налази у оквиру арпхипелага Иља Тринидађи и Марћин Важ, који припада Бразилу. Открио их је португалски морепловац Жоао де Нова, 1502. године. Геолошки састав је вулканског порекла, а терен је веома неприступачан.